# 소미번
소미 번(일본어: 沢海藩 소미한[*])은 일본 에도 시대 에치고국 간바라 군(蒲原郡) 소미에 있던 번으로, 지금의 니가타현 니가타시 고난구 요코고시 지구(横越地区)에 위치했으며, 시바타번의 지번이다.

## 번의 역사
소미 번의 번조(藩祖)는 시바타 번주 미조구치 히데카쓰의 둘째 아들인 미조구치 요시카쓰이다. 요시카쓰는 아버지 히데카쓰에게 일찍이 5천 석의 영지를 받아, 게이초 14년(1609년)에는 막부로부터 고즈케국 내의 2천 석 영지도 받았다. 이듬해, 아버지가 사망함에 따라 다시 1만 2천 석 영지를 시바타 번으로부터 분할받아, 도합 1만 4천 석의 영지를 다스리는 다이묘가 되어 소미 번을 개창하였다.
요시카쓰는 오사카 전투에서는 본가와는 따로 행동하여 공적을 세웠다. 그 후에도 막부에 종사하며 활약하였고, 간에이 11년(1634년)에 51세로 사망하였다. 요시카쓰의 사후, 그의 맏아들인 미조구치 마사카쓰가 번주직을 계승하였는데, 이때 동생인 미조구치 스케카쓰(溝口助勝)에게 3천 석, 또다른 동생 미조구치 야스카쓰(溝口安勝)에게 1천 석의 영지를 각각 나눠주었다. 그래서 소미 번의 영지는 1만 석이 되었다.
마사카쓰의 뒤를 이은 미조구치 마사요시는 새 농지 개발, 번 통치 정비 등에 노력하였으나, 덴나 3년(1683년)에 사망하였다. 마사요시에게는 미조구치 마사타케(溝口政武)라는 아들이 있었으나, 마사타케는 일찍 사망하였으므로, 조카에 해당하는 미조구치 마사치카(오미국 미나구치 번주 가토 아키토모의 둘째 아들)를 양자로 들여 후계자로 삼았다. 그러나 마사치카는 무능력하여 농민에 대해 가혹하고 무거운 세금을 매기고, 게다가 술에 빠져 광포한 행동을 일삼았다. 결국 조쿄 4년(1687년) 8월, 마사치카는 영지를 몰수당하고 형인 가토 아키히데의 에도 번저(藩邸)에서 근신하도록 명령받았고, 소미 번은 폐지되었다.

## 역대 번주
1. 미조구치 요시카쓰(溝口善勝) 재위 1610년 ~ 1634년
2. 미조구치 마사카쓰(溝口政勝) 재위 1634년 ~ 1670년
3. 미조구치 마사요시(溝口政良) 재위 1670년 ~ 1683년
4. 미조구치 마사치카(溝口政親) 재위 1683년 ~ 1687년

## 같이 보기
- 시바타번